# مارك تشيبمان
مارك تشيبمان هو محامي وشخصية أعمال كندي، ولد في 1961 في وينيبيغ في كندا.